# The Chromatica Ball Tour
The Chromatica Ball e седмото концертно турне на американската певица Лейди Гага по промотиране на нейния шести студиен албум Chromatica (2020 г.). 
Турнето обхваща 20 концерта, като започва на 17 юли 2022 г. в Дюселдорф, Германия, и завършва на 17 септември 2022 г. в Маями Гардънс, Флорида, САЩ. Първоначално е замислено като ограничено турне с шест дати, но след двугодишно отлагане заради пандемията от COVID-19 са добавени нови дати.
Това е първото концертно турне на Лейди Гага, което се провежда изцяло на стадиони и включва сцена, вдъхновена от архитектурния брутализъм. В съответствие с темите на албума, историята на концертите описва лично пътуване след травма към изцеление. Всеки концерт е разделен на отделни сегменти, разграничени от видео въведения и смяна на костюмите. Лейди Гага избира по-мрачен и рязък външен вид за турнето в контраст с розовия киберпънк вид от по-ранното промотиране на Chromatica; гардеробът ѝ включва тоалети от дизайнери, с които често е работила в миналото, като Александър Маккуин, Гарет Пю и сестра ѝ Натали Джерманота.
Турнето получава положителна оценка от критиците заради своята визия, хореографии и вокалните умения на Лейди Гага. На много от концертите в САЩ певицата вмъква политически послания в своите изпълнения на пиано, засягайки теми като въоръженото насилие и правото на аборт. Според Billboard Boxscore, The Chromatica Ball е генерирал приход от 112,4 милиона щатски долара от 834 000 продадени билета, счупвайки множество лични рекорди на Лейди Гага за посещаемост.
|  | Тази страница частично или изцяло представлява превод на страницата The Chromatica Ball в Уикипедия на английски. Оригиналният текст, както и този превод, са защитени от Лиценза „Криейтив Комънс – Признание – Споделяне на споделеното“, а за съдържание, създадено преди юни 2009 година – от Лиценза за свободна документация на ГНУ. Прегледайте историята на редакциите на оригиналната страница, както и на преводната страница, за да видите списъка на съавторите. ВАЖНО: Този шаблон се отнася единствено до авторските права върху съдържанието на статията. Добавянето му не отменя изискването да се посочват конкретни източници на твърденията, които да бъдат благонадеждни. |